# Yasushi Yoshida
Yasushi Yoshida (jap. 吉田 靖 Yoshida Yasushi; ur. 9 sierpnia 1960) – japoński piłkarz.

## Kariera piłkarska
Od 1983 do 1992 roku występował w klubie Mitsubishi Motors.

## Kariera trenerska
Po zakończeniu piłkarskiej kariery pracował jako trener w Urawa Reds, Reprezentacja Japonii U-20 w piłce nożnej mężczyzn i Roasso Kumamoto.